# Hothouse Flowers
De Hothouse Flowers is een Ierse rockgroep die traditionele Ierse muziek combineert met invloeden uit soul en rock.

## Geschiedenis
De band brak nationaal door na gespot te zijn door Bono van U2. Hij bood de groep een contract aan op zijn label Mother Records. De single Love Don't Work This Way, samen met actrice Maria Doyle Kennedy, behaalde een hoge notering in de Ierse hitlijsten. De band brak in 1988 na een optreden in de pauze van het Eurovisiesongfestival internationaal door met de single Don't Go.

## Bezetting

### Huidige leden
- Liam Ó Maonlaí - gitaar, toetsen & zang (1985 - heden)
- Fiachna Ó Braonáin - gitaar & zang (1985 - heden)
- Peter O'Toole - basgitaar (1986 - 1998, 1999 - 2004, 2015 - heden),
gitaar (1985 - 1986, 1998 - 1999), achtergrondzang (1985 - 2004, 2015 - heden)
- Dave Clarke - drums (1999 - heden)
- Martin Brunsden - basgitaar (2016 - heden)

### Voormalige leden
- Michan Walker - basgitaar (1985 - 1986)
- John Paul Tansey - drums (1985 - 1987)
- Jerry Fehily - drums (1985 - 1994)
- Leo Barnes - saxofoon & achtergrondzang (1985 - 1994, overleden 2022)
- Wayne Sheehy - drums (1998 - 1999)
- Rob Malone - basgitaar (1998 - 1999)
- Kieran Kennedy - gitaar (2001)

## Discografie

### Albums
Tussen haakjes totaal aantal weken in de lijst
| Titel                   | Jaar | Charts           | Charts          | Charts           | Opmerkingen                                    |
| Titel                   | Jaar | NL Album Top 100 | VL Ultratop 200 | VS Billboard 200 | Opmerkingen                                    |
| ----------------------- | ---- | ---------------- | --------------- | ---------------- | ---------------------------------------------- |
| People                  | 1988 | 47 (13wk)        | -               | 88 (33wk)        | CA: Goud / NZ: Goud / VK: Goud                 |
| Home                    | 1990 | 61 (6wk)         | -               | 122 (16wk)       | AU: Platina / VK: Goud                         |
| Just a Note             | 1991 | -                | -               | -                | Verzamelalbum, alleen in Australië uitgebracht |
| Songs from the Rain     | 1993 | 64 (5wk)         | -               | 156 (2wk)        | VK: Zilver                                     |
| Born                    | 1998 | -                | -               | -                | -                                              |
| Live                    | 1999 | -                | -               | -                | Livealbum                                      |
| The Best Of             | 2000 | -                | -               | -                | Verzamelalbum                                  |
| The Vaults Vol 1        | 2003 | -                | -               | -                | -                                              |
| Into Your Heart         | 2004 | -                | -               | -                | -                                              |
| The Platinum Collection | 2006 | -                | -               | -                | Verzamelalbum                                  |
| Goodnight Sun           | 2010 | -                | -               | -                | Livealbum                                      |
| Let's Do This Thing     | 2016 | -                | -               | -                | -                                              |

### Singles
Tussen haakjes totaal aantal weken in de lijst
| Titel           | Jaar | Charts    | Charts            | Charts         | VS Billboard Charts    | VS Billboard Charts | Opmerkingen |
| Titel           | Jaar | NL Top 40 | NL Single Top 100 | VL Ultratop 50 | Mainstream Rock Tracks | Modern Rock Tracks  | Opmerkingen |
| --------------- | ---- | --------- | ----------------- | -------------- | ---------------------- | ------------------- | ----------- |
| Don't Go        | 1987 | 28 (3wk)  | 28 (10wk)         | 36 (1wk)       | 16                     | 7                   | -           |
| I'm Sorry       | 1988 | tip 19    | 82 (2wk)          | -              | 23                     | 12                  | -           |
| Give It Up      | 1990 | -         | -                 | -              | 29                     | 2                   | -           |
| Thing of Beauty | 1993 | -         | -                 | -              | 32                     | 14                  | -           |